# Piaggio Ape Poker
Le Piaggio Ape Poker est un petit véhicule utilitaire, appartenant à la catégorie des mini-vans. Il a été lancé en 1990 par le constructeur italien Piaggio et produit dans l'usine Piaggio - Veicoli Commerciali - de Pontedera, près de Pise.
Ce mini véhicule est un véhicule dérivé du triporteur Ape TM p602 a été conçu par Piaggio pour remplacer la version Ape Poker à 4 roues. Le positionnement du véhicule se voulait conforme au projet d'origine de l'Ape, un véhicule de petites dimensions, pouvant être piloté par un maximum de personnes, titulaires d'un permis AM italien. Ce permis de conduire concerne les personnes de 16 ans minimum qui sont autorisées à conduire des véhicules à 4 roues dont le poids total ne dépasse pas 600 kg (1.550 kg pour les véhicules de transport de marchandises), et dont la puissance ne dépasse pas 15 kW.
Ce petit utilitaire respecte parfaitement ces critères : poids total en charge limité à 1.500 kg et puissance du moteur diesel Lombardini 9 kW soit environ 18 Ch ou essence Piaggio 13 kW.
La gamme comporte 4 versions : fourgon tôlé, plateau fixe, benne basculante et pick-up bâché.
Les codes sont : ZAPT*M4R1T pour le châssis et M4R1M pour le moteur essence et M4R3M pour le diesel.